# London Southend Airport
Luchthaven Londen Southend (Engels: London Southend Airport) (IATA: SEN, ICAO: EGMC) is een Engelse internationale luchthaven gelegen tussen de plaatsen Rochford en Southend-on-Sea, ten oosten van de hoofdstad Londen. De luchthaven werd opgericht als militair vliegveld tijdens de Eerste Wereldoorlog.

## Uitbreiding

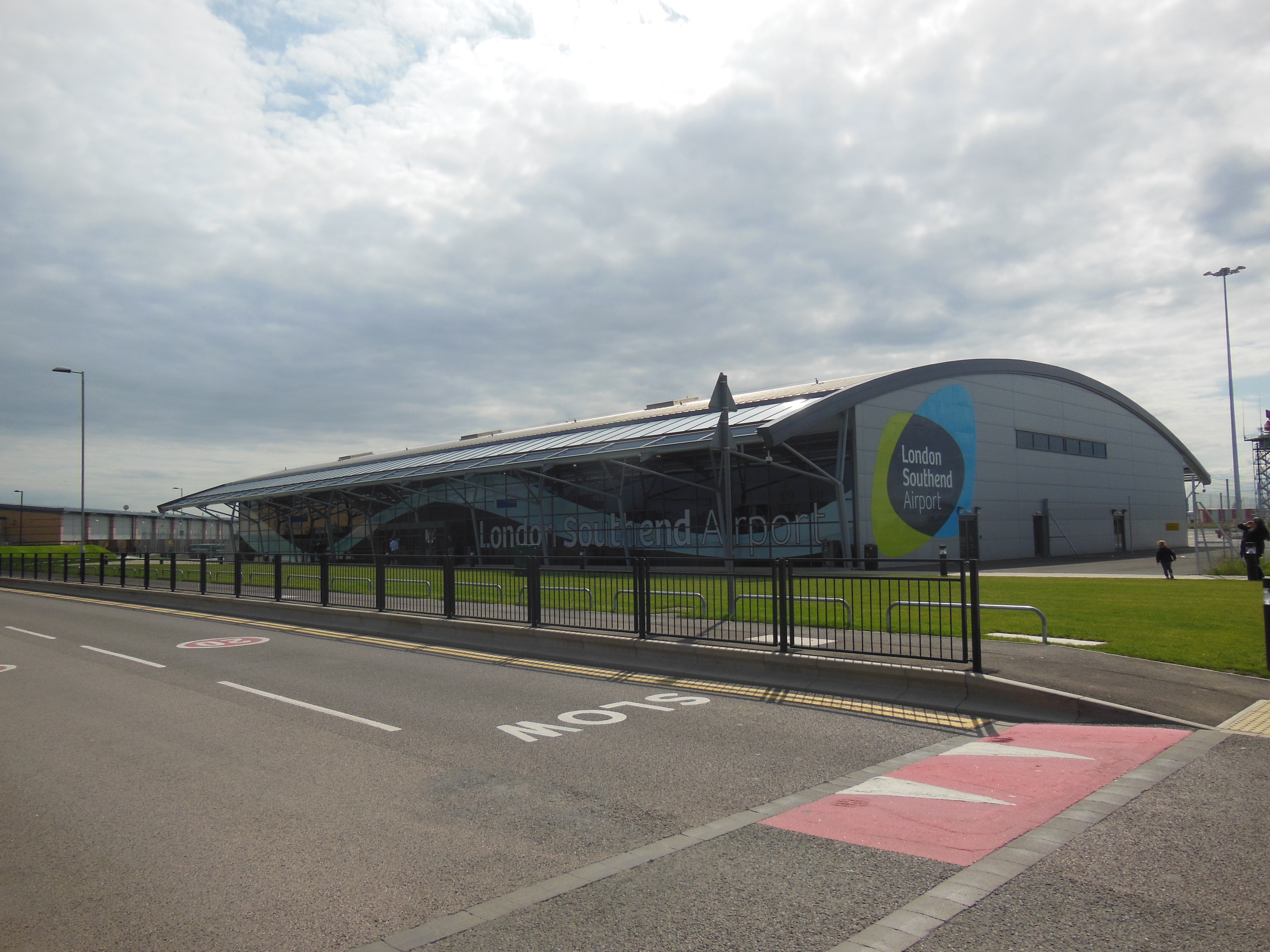
De terminal uit 2012.

In 2008 werd de luchthaven gekocht door de Stobart Group en werden plannen gemaakt voor uitbreiding tot internationale luchthaven. Op 20 januari 2011 werden plannen goedgekeurd voor onder meer een verlenging van de start- en landingsbaan met 300 meter zodat de bruikbare lengte 1799 meter werd, en de installatie van een instrument landing system (ILS) en nieuwe verlichting.
In maart 2011 werden de eerste nieuwe dagelijkse routes gestart, naar Galway en Waterford in Ierland. Deze routes werden in de winter van 2011 respectievelijk januari 2013 gestaakt. Vanaf april 2012 werden door easyJet 70 vliegtuigbewegingen per week gemaakt.
In juli 2011 opende een nieuw spoorwegstation, Southend Airport, dat op de terminal aansloot, en op 28 februari 2012 werd een nieuw terminalgebouw geopend. De oude terminal werd omgebouwd voor gebruik door privéjets.
Van maart 2018 tot augustus 2019 baatte Flybe een route uit van Southend naar de luchthaven van Antwerpen.

## Bereikbaarheid
Southend Airport wordt door treinen verbonden met station Liverpool Street in Londen en station Southend Victoria in Southend-on-Sea. De reistijd naar Liverpool Street is ongeveer een uur.

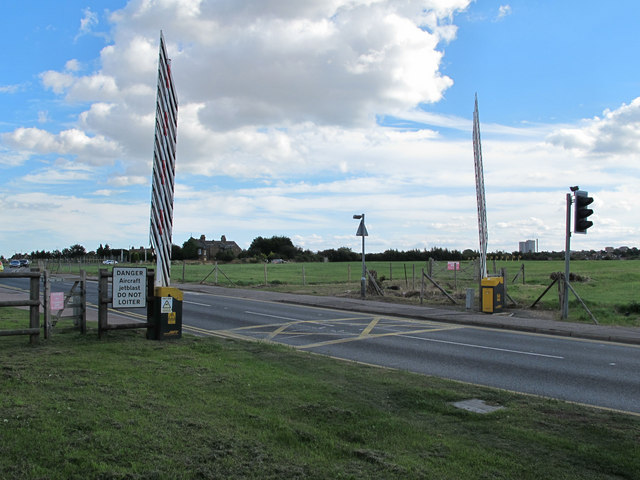
Slagbomen op de openbare weg vlak bij Luchthaven Londen Southend. De weg loopt langs het begin van de landingsbaan. Als grote vliegtuigen gaan landen, worden de slagbomen gesloten.

## Ongeluk
- Op 13 juli 2025 stortte een Nederlandse Beechcraft King Air B200 van Zeusch Aviation op weg naar Lelystad vlak na het opstijgen bij de luchthaven neer. Alle vier de inzittenden (onder wie de bemanning) kwamen hierbij om.